# Umesterungsanlage

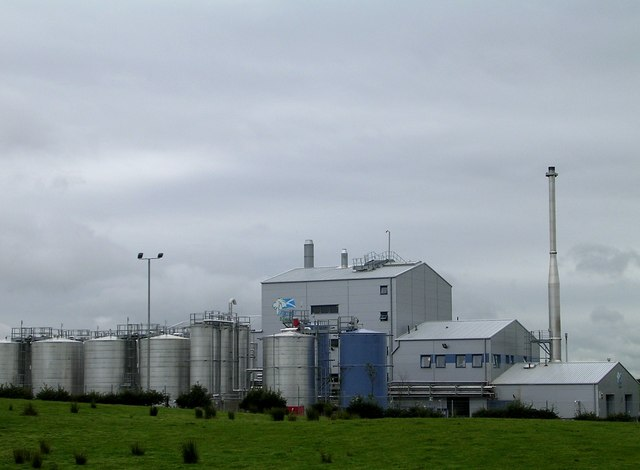
Umesterungsanlage in Motherwell, Schottland

Eine Umesterungsanlage ist eine Anlage zur Umesterung von Pflanzenöl mit Methanol zu Biodiesel und Glycerin.

## Chemie des Prozesses

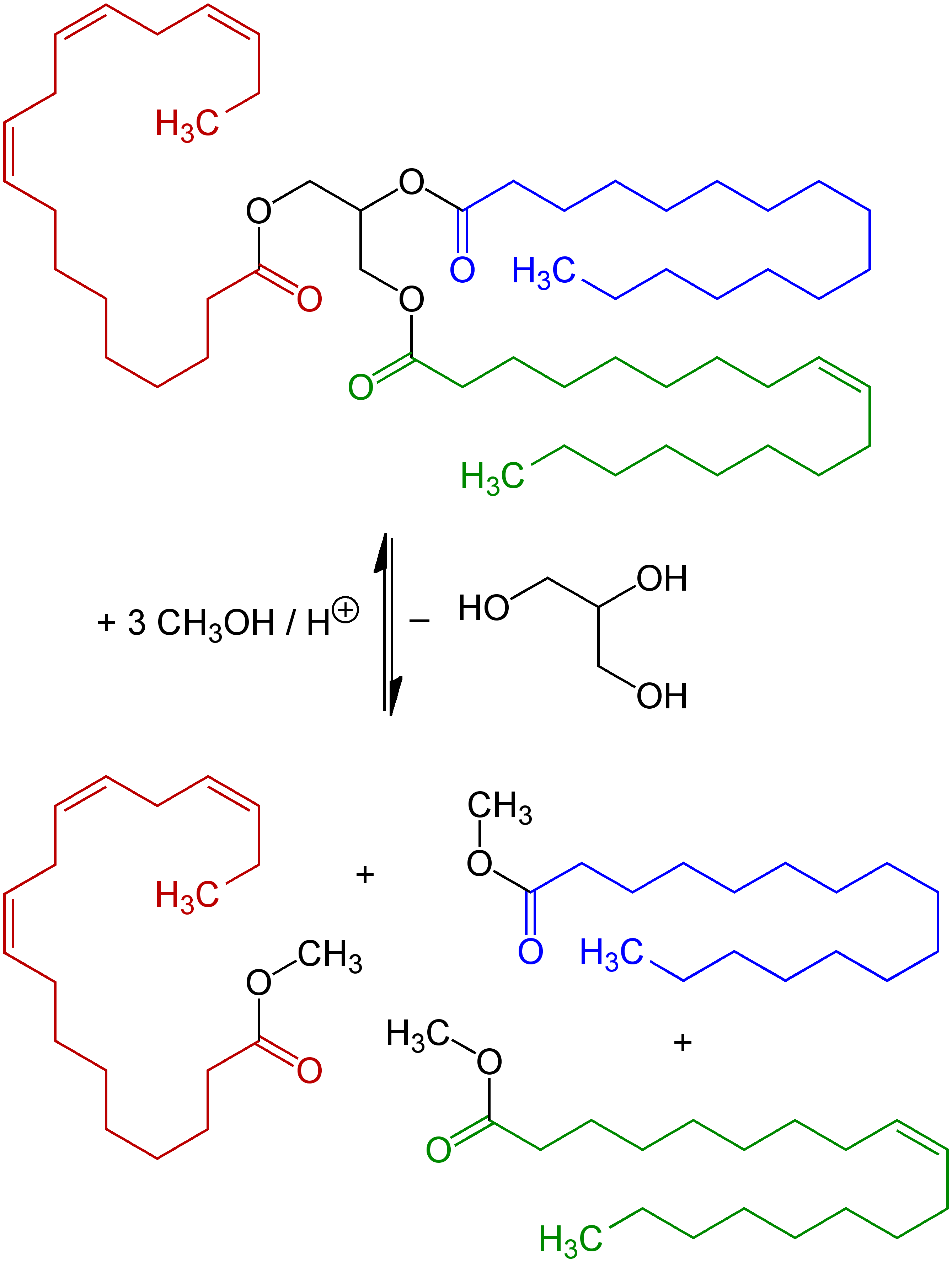
Beispiel für die säurekatalysierte Umesterung eines natürlichen Triglycerids (oben) in Fetten und Ölen. Der blau markierte Fettsäurerest ist gesättigt, der grün markierte ist einfach, der rot markierte dreifach ungesättigt. Bei der Gleichgewichtsreaktion wird Glycerin abgespalten und es entsteht FAME (unten), ein Gemisch von Fettsäuremethylestern, im Beispiel drei verschiedene.

Die Umesterung erfolgt durch Umsetzen von Pflanzenölen mit Methanol nach nebenstehender Reaktionsgleichung. Das Gemisch der dabei entstehenden Methylester nennt man Fettsäuremethylester (FAME) oder Biodiesel, als Kuppelprodukt fällt Glycerin an.

## Rohstoffe
Als Rohmaterial für die Biodieselherstellung findet in Europa hauptsächlich Rapsöl Verwendung, in den USA vorwiegend Sojaöl, vor allem in den Sommermonaten auch Palmöl. Viele Herstellungsverfahren benötigen raffiniertes Öl, das einem Aufbereitungsprozess unterzogen wurde. Bei der Raffination werden Verunreinigungen wie Schleimstoffe, freie Fettsäuren, Carotine und Tocopherole entfernt.
Bei der Entschleimung werden lecithinhaltige Beimengungen durch Wasser- und Säurezugabe hydrolysiert. Der entstehende Schlamm wird abgetrennt. In nachfolgenden Entsäuerungsschritt werden freie Fettsäuren (FFA; engl. free fatty acids) und andere saure Bestandteile wie Phenole entfernt. Die Entsäuerung kann entweder durch alkalische Verseifung oder destillativ erfolgen. Als Feinreinigungsschritte werden die Bleichung mit Wasserstoffperoxid und die Desodorierung durch Wasserdampf eingesetzt.
Verfahren, die gegenüber der Qualität der eingesetzten Rohstoffe toleranter sind, benötigen in der Regel am Ende der Umesterung aufwendigere Prozesse, um den entstehenden Biodiesel zu reinigen.

## Industrieanlagen
Moderne Industrieanlagen haben eine Jahreskapazität von mindestens 100.000 Tonnen pro Jahr.

### Katalysatoren
Die Umesterung wird in der Regel alkalisch katalysiert. Zur Vermeidung von durch Wasser bedingten Nebenreaktionen finden als Katalysatoren hauptsächlich wasserfreie Alkoholate Verwendung, die als ca. 30%ige Lösung von Natrium- oder Kaliumalkoholat in Methanol eingesetzt werden.

### Verwendete Apparate
Eine typische Umesterungsanlage benötigt Lagertanks für die Rohmaterialien und Endprodukte, Wärmetauscher zur Erhitzung des Reaktionsgemischs, Rührkessel zur Vermischung von Katalysator und Methanol (in größeren Anlagen statische Mischer). Des Weiteren werden Reaktoren sowie Apparate zur Phasentrennung von Roh-Biodiesel und Glycerin, Filtrieranlagen und Destillationsapparate zur Trennung von Biodiesel und Methanol und Restfeuchte benötigt.

## Verfahrensschritte
Das Verfahren kann grob in die Schritte Umesterung, Trennung von Biodiesel und Glycerin, Wäsche des Biodiesels, Trocknung des Biodiesels und Aufarbeitung des Glycerins und Rückgewinnung des Methanols unterteilt werden. Viele der Verfahrensschritte sind mehrstufig. Bei großen Industrieanlagen wird die Umesterung in einem kontinuierlichen Prozess durchgeführt. Der Prozess kann durch Nah-Infrarot (NIR) Online-Analytik überwacht werden.

### Umesterung und Trennung
Als erster Schritt werden der Umesterungskatalysator und Methanol gemischt. Diese werden mit Pflanzenöl gemischt und in einen kontinuierlichen Rührkesselreaktor gepumpt, von denen zwei oder mehr in Reihe geschaltet werden können. Dort findet die Umesterung statt.  Die typische Reaktionstemperatur liegt bei ca. 50 bis 65 °C. Das Verfahren findet unter Normaldruck statt. In der Regel wird Methanol im stöchiometrischen Überschuss eingesetzt. Rührkesselreaktoren kommen allerdings nur bei kleineren Anlagen mit einer Kapazität bis zu 100 kt pro Jahr zum Einsatz. In größeren Anlagen werden in der Regel statt der Rührkesselreaktoren statische Mischer oder Inlinemischer verwendet.
Im unteren Teil des Reaktors sammelt sich eine schwere basische Phase, die Glycerin, Methanol und Methanolat enthält und abgezogen und zwischengelagert wird. Die Biodieselphase enthält weiterhin Methanol, nicht abreagiertes Rapsöl sowie Seifen. Zur Vervollständigung der Reaktion werden in einem weiteren Reaktor nochmals Katalysator und Methanol zum Ester-Gemisch gegeben und abschließend nochmals getrennt. Die leichte Esterphase („Roh-Biodiesel“) wird danach gewaschen.

### Biodieselwäsche und Trocknung
Verunreinigungen der Esterphase wie Methanol, Seifen und Glycerin werden durch Zugabe von Wasser in kontinuierlichen Waschkolonnen entfernt. Die Nebenprodukte werden in einem Zwischenlagertank gelagert. In einem Settler wird das restliche Wasser vom Biodiesel getrennt. Die letzte Trocknungsstufe des Biodiesels erfolgt in der Regel als Vakuumtrocknung, zum Beispiel in einem Dünnschichtverdampfer.

### Aufarbeitung des Glycerins und Rückgewinnung des Methanols
In einer Kolonne werden Glycerin und Methanol destillativ voneinander getrennt. Die kondensierte Methanolphase wird wieder in den Prozess zurückgeführt. Das als Sumpfprodukt zurückbleibende Rohglycerin wird angesäuert. Die Verunreinigungen Methanolat und Seife werden durch diesen Schritt in Methanol, Salz und freie Fettsäure überführt. Das reine Glycerin kann in einem Absetzgefäß von den Verunreinigungen getrennt werden.